# PlayStation Move Heroes
PlayStation Move Heroes (Герои PlayStation Move в России и Gachinko Heroes (яп. ガチンコヒーローズ Гатинко Хи:ро:дзу, букв. «Хардкорные Герои») в Японии) — это видеоигра в жанре action-adventure разработанная студией Nihilistic Software и выпущенная Sony Computer Entertainment в 2011 году для платформы PlayStation 3. Управление в игре осуществляется с помощью специального игрового контроллера PlayStation Move. Игра представляет собой кроссовер серий игр Jak and Daxter, Ratchet & Clank и Sly Cooper, шесть главных героев которых и стали героями данной игры.

## Игровой процесс
В игре присутствует как однопользовательский режим, так и кооперативный для двух игроков. Игрокам предстоит пройти через ряд уровней в стиле близком к Super Mario 64. В игре доступно шесть играбельных персонажей (Рэтчет, Кланк, Джек, Дэкстер, Слай Купер и Бентли). В общей сложности в игре представлено 50 уровней, которые можно разделить на пять «архетипов», пять классов оружия и четыре окружения, такие как Париж из серии Sly Cooper, Метрополис на планете Керуан из Ratchet & Clank, Хейвен-сити из Jak и Daxter и Планета X, которая является оригинальной и не связанной с другими играми.
Игроку предоставлен выбор персонажа для прохождения каждого уровня, каждый персонаж обладает своими особенностями, что может дать ему преимущество на определённых уровнях. Кооперативная игра позволяет второму игроку играть за напарника основного персонажа, например, если первый игрок выбирает Джека, то второй игрок будет играть за Дэкстера.

## Сюжет
Таинственная пара гуманоидов — Ланк и Глибер, облетели всю галактику и выхватили куски миров Рэтчета, Джека и Слая Купера для создания кольца вокруг загадочной планеты. Самих Рэтчета, Кланка, Джека, Дэкстера, Слая и Бентли они приглашают принять участие в дружеском соревновании, чтобы определить, какая пара героев лучшая. Вскоре герои обнаруживают, что все не так, как кажется, Ланк и Глибер подчинили себе расу небольших гуманоидов — Виббл (англ. Whibbles) и заставили их добывать ископаемые для строительства аппарата похожего на пушку, на как позже выясняется — устройство для телепортации. Герои объединяются для защиты Вибблов и самих себя от Глибера и Ланка. Герои узнают, что Глибер и Ланк записывали их приключения, чтобы занять места героев в их вселенных (после убийства героев) и присвоить себе их славу. После прохождения всех уровней и победы над злодеями, Дэкстер уничтожает оставшихся врагов и разрушает источник энергии телепортера. Герои и Вибблы отправляют Глибера и Ланка в открытый космос с помощью их же собственных ракет. После этого Вибблы заряжают телепортер и открывают порталы в миры каждого из героев. Попрощавшись друг с другом, герои возвращаются в свои миры, тем не менее, у каждой пары героев остаётся коммуникатор, чтобы поддерживать связь с другими, кроме Дэкстера, у которого он выскальзывает.

## Разработка
Игра была анонсирована под названием Heroes on the Move для PlayStation Move на пресс-конференции Sony на Electronic Entertainment Expo в 2010 году. Позднее, в октябре, название было сменено на PlayStation Move Heroes. Ни один из разработчиков (Naughty Dog, Insomniac Games и Sucker Punch Productions) трёх оригинальных серий не принимал непосредственного участия в создании игры.

## Оценки прессы
| Сводный рейтинг | Сводный рейтинг |
| Агрегатор       | Оценка          |
| --------------- | --------------- |
| GameRankings    | 55,10 %         |

PlayStation Move Heroes получила в основном смешанную и негативную реакцию в обзорах. Сайт-агрегатор Metacritic на основе 39 обзоров выставил оценку 53 балла из 100. IGN оценил игру в 5 баллов, отметив отсутствие достойного сюжета и скучные мини-игры.